# Свята Палестини
Свята держави Палестина.

## Список
- 1 січня — Новий рік[1][2].
- 19 квітня — День Дейр-Ясіні[3].
- Змінна дата — Рамадан[3].
- Змінна дата — Ід Аль-Фітр (закінчення Рамадана)[3].
- 6 листопада — Ід Аль-Адха (свято жертвопринесення)[3].
- 15 листопада — День Незалежності[3].
- 26 листопада — Мусульманський Новий Рік[3].
- 25 грудня — Різдво[3].